# Carlos Alberto Parreira
Carlos Alberto Gomes Parreira, né le 27 février 1943 à Rio de Janeiro est un entraîneur de football brésilien, vainqueur avec le Brésil, de la Coupe du monde 1994 aux États-Unis.
Il est aussi le sélectionneur ayant le plus de fois disputé la Coupe du monde avec six participations ; Koweït (1982), Émirats arabes unis (1990), Brésil (1994 et 2006), Arabie saoudite (1998) et Afrique du Sud (2010).

## Carrière
Diplômé en éducation physique et sportive à Rio de Janeiro en 1966, Parreira commence sa carrière comme préparateur physique du club de São Cristóvão.
En 1968, il se rend au Ghana dans le cadre d’un programme d’échange entre les deux pays. Il dirige le club du SC Asante Kotoko qu’il emmène en finale de la Coupe d’Afrique des Clubs (1967) puis l’équipe nationale ghanéenne qu’il emmène jusqu’en finale de la CAN 1968.
De retour au Brésil en 1969, il devient  préparateur physique au Vasco de Gama puis est appelé comme assistant de Mario Zagallo avec la sélection brésilienne pour la Coupe du Monde 1970.
A l’issue du Mondial mexicain, il devient entraineur de Fluminense qu'il dirige pendant trois ans.
En 1978, il se rend au Koweït pour diriger la sélection nationale. Il remporte la Coupe d'Asie des nations 1980 puis dispute le premier tour de la Coupe du Monde 1982 en Espagne.
Il dirige ensuite la sélection brésilienne en 1983 puis le Fluminense à partir de 1984 avec qui il remporte le Championnat du Brésil de football 1984.
En 1985, il retourne dans le Golfe où il dirige la sélection des Emirats Arabes Unis, puis l'Arabie Saoudite, avant d'être rappelé par les Emirats Arabes Unis pour la Coupe du Monde 1990 en Italie.
Il revient au Brésil en 1991, où après un bref passage à Bragantino, il est appelé à diriger l'équipe nationale du Brésil. Il permet à celle-ci de remporter la Coupe du Monde 1994 aux États-Unis.
À la suite de ce succès mondial, il officie comme entraineur en Europe, d'abord au FC Valence (Espagne) puis au Fenerbahce (Turquie), clubs où il ne reste qu'une seule saison. En 1997, Parreira dirige les MetroStars en Major League Soccer.
Parreira prend les rênes des Corinthians en 2002, qui lui offrent deux des trophées nationaux les plus importants : la Coupe du Brésil et le Tournoi Rio-São Paulo, en plus d'une deuxième place en championnat.
Parreira signe ses plus grands succès à la tête d'équipes nationales. Il remporte plusieurs tournois en Asie avec le Koweït et l'Arabie saoudite, puis la Coupe du monde 1994 et la Copa América 2004 avec l'équipe brésilienne. Il mène cinq différentes équipes nationales en phases finales de six Coupes du monde, égalant la performance de Bora Milutinović en nombre de sélections différentes et la dépassant au nombre de participations.
Sélectionneur de l'Arabie saoudite lors de la Coupe du monde 1998 en France, Parreira est congédié après deux matchs, devenant l'un des rares entraîneurs licenciés au cours d'une phase finale de la compétition.
Parreira refuse à plusieurs reprises des offres au poste de sélectionneur du Brésil entre les Coupes du monde 1998 et 2002. Fin 2000, lorsque la Seleção est dans la tourmente après le limogeage de Vanderlei Luxemburgo, il refuse le poste, affirmant qu'il ne veut pas revivre le stress et la pression entourant l'attente d'un cinquième titre mondial. En juillet 2001, après deux défaites du Brésil contre le Mexique et le Honduras lors de la défense de son titre à la Copa América 2001 en Colombie, le public brésilien réclame le remplacement de Luiz Felipe Scolari par Parreira. Ce dernier déclare seulement qu'il assistera indirectement Scolari pour la campagne vers la Coupe du monde 2002. En janvier 2003, Parreira est nommé sélectionneur avec Mário Zagallo comme adjoint avec la lourde tâche de défendre leur titre lors de la Coupe du monde 2006 en Allemagne. Mais le 1er juillet 2006, le Brésil tombe en quart de finale contre la France (0-1, but de Thierry Henry).
Après l'élimination du Brésil de la Coupe du monde 2006, Parreira est fortement critiqué par l'opinion publique brésilienne et les médias pour son style de jeu obsolète et pour ne pas utiliser correctement les joueurs à sa disposition. Parreira démissionne le 19 juillet 2006 et est remplacé dans ses fonctions par Dunga. Il est ensuite l'entraîneur de l'Afrique du Sud jusqu'à sa démission en avril 2008. Le 22 octobre 2009, il est annoncé qu'il sera de retour comme sélectionneur de l'Afrique du Sud. Parreira annonce une entente verbale avec la fédération sud-africaine le 23 octobre 2009.
Il reprend les rênes de l'Afrique du Sud en 2009 à temps pour la Coupe du monde 2010. À domicile, son équipe fait match nul avec le Mexique (1–1), perd contre l'Uruguay (3–0) et bat la France (2–1), pour terminer troisième du groupe A. Après le match contre la France, Parreira tente de serrer la main du sélectionneur français Raymond Domenech, mais celui-ci refuse. Le 22 décembre 2010, Parreira annonce sa retraite comme entraîneur de football.

## Palmarès d'entraîneur
- Entraîneur de l'équipe de la FIFA à 4 reprises (record), en 1997, 1998 à deux reprises, et 2000

### Avec l'équipe du Brésil
- Coupe d'Argent en 1970
- Coupe du monde 1994
- Copa América 2004
- Coupe des confédérations 2005

### Autres titres remportés
- Championnat de l'État de Rio de Janeiro : 1971, 1973, 1975 avec Fluminense
- Coupe Guanabara : 1975 avec Fluminense
- Coupe d'Asie des nations 1980 avec le Koweït
- Coupe d'Asie des nations 1988 avec l'Arabie saoudite
- Tournoi Pré-Olympique : 1980 avec le Koweït
- Coupe du Golfe Persique : 1982 avec le Koweït
- Championnat du Brésil : 1984 avec Fluminense
- Tournoi Amizade : 1992
- Championnat de Turquie : 1996 avec Fenerbahçe
- Championnat du Brésil Série C : 1999
- Coupe du Brésil : 2002 avec les Corinthians
- Tournoi Rio - São Paulo : 2002 avec les Corinthians